# Johnny Cash is Coming to Town
Johnny Cash is Coming to Town je album Johnnyja Casha, objavljen 1987. u izdanju Mercury Recordsa. Ponovo je izdan 2003., zajedno s albumom Boom Chicka Boom na jednom CD-u. "Sixteen Tons" prethodno je bio hit za Tennessee Ernieja Forda, "The Big Light" je pjesma Elvisa Costella s njegova albuma King of America, objavljenom godinu dana ranije, a "Let Him Roll" je debija Guya Clarka, Old No. 1. Album je zauzeo 36. mjesto na country ljestvici, dok je jedini objavljeni singl, "The Night Hank Williams Came to Town", zasjeo na 43. mjesto.

## Popis pjesama
1. "The Big Light" (Elvis Costello) – 2:41
2. "Ballad of Barbara" (Cash) – 4:21
3. "I'd Rather Have You" (Cash) – 3:11
4. "Let Him Roll" (Guy Clark) – 4:29
5. "The Night Hank Williams Came to Town" (Bobby Braddock, Charlie Williams) – 3:24
  - S Waylonom Jenningsom
6. "Sixteen Tons" (Merle Travis) – 2:46
7. "Letters from Home" (J.C. Crowley, Jack Wesley Routh) – 3:21
8. "W. Lee O'Daniel and the Light Crust Doughboys" (James Talley) – 2:46
9. "Heavy Metal (Don't Mean Rock and Roll to Me)" (Clark, Jim McBride) – 2:50
10. "My Ship Will Sail" (Allen Reynolds) – 2:46

## Ljestvice
Album - Billboard (Sjeverna Amerika)
| Godina | Ljestvica      | Pozicija |
| ------ | -------------- | -------- |
| 1987.  | Country albumi | 36       |

Singlovi - Billboard (Sjeverna Amerika)
| Godina | Singl                                  | Ljestvica        | Pozicija |
| ------ | -------------------------------------- | ---------------- | -------- |
| 1987.  | "The Night Hank Williams Came to Town" | Country singlovi | 43       |